# 権三助十
『権三助十』（ごんざすけじゅう）は、 18世紀以降に成立したとされる講談『大岡政談』の一挿話である。『小間物屋彦兵衛』のエピソードの登場人物、駕籠舁（かごかき）の権三（ごんざ）と助十（すけじゅう）を主人公にしたスピンオフ作品であり、歌舞伎、浪曲、映画として多く題材に取り上げられ、上演あるいは製作・公開された。映画化の際のタイトルを中心に『権三と助十』（ごんざとすけじゅう）とも呼ばれるが、これはもっぱら、この挿話を下敷きにした岡本綺堂の戯曲を指す。

## 略歴・概要
「大岡越前」の通称で知られる実在の人物、大岡忠相（1677年 - 1752年）についての伝承・評判の類いを集めた講談、いわゆる「大岡政談』は18世紀ころから発生し始めるが、岡本綺堂によれば、『天一坊』や『村井長庵』、あるいは『髪結新三』『白子屋お熊』のエピソードと異なり、権三（ごんざ）と助十（すけじゅう）の登場する『小間物屋彦兵衛』は、江戸および東京以外では、ほとんど知られていなかったという。歌舞伎の大舞台で『権三助十』を上演したのは、岡本の知る限りでは、1897年（明治30年）5月、東京市本郷区（現在の東京都文京区本郷）の春木座（後の本郷座）で、三代目片岡我當（のちの十一代目片岡仁左衛門）が「権三」を演じたのが最初だという。そのときの配役は以下の通り。
- 三代目片岡我當 - 駕籠かき権三/彦兵衛の女房おとく/大岡越前守（三役）
- 二代目片岡當十郎 - 駕籠かき助十
- 五代目嵐徳三郎（のちの五代目嵐璃寛） - 小間物屋彦兵衛
- 十三代目中村勘五郎（のちの四代目中村仲蔵） - 左官勘太郎

講談本の類いでは、国立国会図書館蔵書にみる限りでは、菅谷與吉の「日吉堂」が出版した『大岡政談 小間物屋彦兵衛伝』（1887年）をはじめとして、1880年代に多く出版された『小間物屋彦兵衛』の一挿話に収まっている。岡本綺堂が書いた戯曲『権三と助十』は、1926年（大正15年）に初演された。
『権三助十』の最初の映画化は、岡本より早く、1923年（大正12年）8月1日に公開された、マキノ映画製作所製作・配給、後藤秋声（のちの後藤昌信）が監督した『権三と助十』で、市川幡谷が大岡越前守、片岡松太郎が権三、片岡市太郎が助十をそれぞれ演じた。同作の脚本家は記録にないが、多くの映画化が、講談を下敷きに、オリジナルシナリオを標榜して製作されており、岡本綺堂の戯曲を原作にしたものは、わずか伊丹万作が監督した『権三と助十』（1937年）のみである。
これらの映画は、比較的新しい一部を除き、2013年（平成25年）1月現在、東京国立近代美術館フィルムセンターも、マツダ映画社も、本作の上映用プリントを所蔵しておらず、現存していないとみなされるフィルムである。

## 映画化
- 権三と助十 - 講談を下敷きにした1923年の映画。
- 権三と助十 - 講談を下敷きにした1926年の映画。
- 権三助十 - 講談を下敷きにした1932年の映画。
- かごや判官 - 講談を下敷きにした1935年の映画。
- 権三助十 捕物大騒動 - 講談を下敷きにした1936年の映画。
- 権三助十 鶴一番大当り - 講談を下敷きにした1938年2月公開の映画。
- 権三助十 天狗退治 - 講談を下敷きにした1938年7月公開の映画。
- 初笑ひかごや判官 - 講談を下敷きにした1939年の映画。
- 権三と助十 - 講談を下敷きにした1940年の映画。
- 権三と助十 かごや太平記 - 講談を下敷きにした1956年の映画。
- 浪曲権三と助十 ゆうれい駕籠 - 講談を下敷きにした浪曲版の1960年の映画。
- 浪曲権三と助十 呪いの置手紙 - 上記映画の続篇としての1960年の映画。
- サラリーマン権三と助十 - 講談・戯曲のパロディとしての1962年の映画。
- サラリーマン権三と助十 恋愛交叉点 - 上記映画の続篇としての1962年の映画。

## 1923年の映画
『権三と助十』（ごんざとすけじゅう）は、1923年（大正12年）製作・公開、後藤秋声監督による日本の劇映画、サイレント映画である。講談の一挿話『権三助十』の初映画化である。詳細不明。2013年（平成25年）1月現在、東京国立近代美術館フィルムセンターも、マツダ映画社も、本作の上映用プリントを所蔵しておらず、現存していないとみなされるフィルムである。

### スタッフ・作品データ
- 監督 : 後藤秋声
- 脚本 : 不明
- 撮影 : 大塚周一

- 製作 : マキノ映画製作所等持院撮影所
- 上映時間（巻数 / メートル） : 不明
- フォーマット : 白黒映画 - スタンダードサイズ（1.37:1） - サイレント映画
- 公開日 :  日本 1923年8月1日
- 配給 :  マキノ映画製作所
- 初回興行 : 浅草公園六区・大東京

### キャスト
- 市川幡谷 - 大岡越前守
- 片岡松太郎 - 権三
- 片岡市太郎 - 助十
- 阪東妻三郎 - 大蛇の勘太
- 市川省紅 - 丁字屋丹三郎
- 片岡紅三郎 - 田宮重太郎
- 吉富重夫 - お新

## 1926年の映画
『権三と助十』（ごんざとすけじゅう）は、1926年（大正15年）製作・公開、山下秀一監督による日本の劇映画、サイレント映画である。2013年（平成25年）1月現在、東京国立近代美術館フィルムセンターも、マツダ映画社も、本作の上映用プリントを所蔵しておらず、現存していないとみなされるフィルムである。

### スタッフ・作品データ
- 監督 : 山下秀一
- 原作・脚本 : 近松門吉
- 撮影 : 立花幹也

- 製作 : 帝国キネマ芦屋撮影所
- 上映時間（巻数 / メートル） : 不明
- フォーマット : 白黒映画 - スタンダードサイズ（1.37:1） - サイレント映画
- 公開日 :  日本 1926年
- 配給 :  帝国キネマ演芸
- 初回興行 : 不明

### キャスト
- 岩井竹緑
- 片岡童十郎
- 嵐寛十郎
- 阪東豊昇

## 1932年の映画
『権三助十』（ごんざすけじゅう）は、1932年（昭和7年）製作・公開、石山稔監督による日本の劇映画、サイレント映画である。2013年（平成25年）1月現在、東京国立近代美術館フィルムセンターも、マツダ映画社も、本作の上映用プリントを所蔵しておらず、現存していないとみなされるフィルムである。

### スタッフ・作品データ
- 監督 : 石山稔
- 原作・脚本 : 不明
- 撮影 : 不明

- 製作 : 河合映画製作社
- 上映時間（巻数 / メートル） : 約62分 （7巻 / 1,286メートル）
- フォーマット : 白黒映画 - スタンダードサイズ（1.37:1） - 18fps - サイレント映画
- 公開日 :  日本 1932年1月29日
- 配給 :  河合映画製作社
- 初回興行 : 不明

### キャスト
- 河合菊三郎
- 富士幸三郎
- 千代田綾子

## 1935年の映画
『かごや判官』（かごやはんがん）は、1935年（昭和10年）製作・公開、冬島泰三原作・脚本・監督による日本の劇映画、トーキーである。東京国立近代美術館フィルムセンターは、本作の上映用プリントとして、35mmフィルム、16mmフィルムの2ヴァージョン（いずれも「63分」）を所蔵している。

### スタッフ・作品データ
- 監督 : 冬島泰三
- 原作・脚色 : 冬島泰三
- 撮影 : 伊藤武夫
- 照明 : 西村計雄、山中長二郎
- 録音 : 土橋武夫
- 装置 : 山田竹二郎
- 装飾 : 稻川耕造、渡辺昭
- 設計 : 香野雄吉

- 監督補 : 加藤與志、岩田英二、小坂哲人、柳澤壽男
- 撮影補 : 枡谷悦郎
- 撮影補助 : 藤洋三、五嶋実辞、桝谷悦郎、加藤武士、大塚新吉
- 録音補 : 河野貞壽
- 録音補助 : 河野貞嘉、土岐良吉、金谷常二郎、奥村泰三

- 主題歌 作詞 : 湯淺みか
- 伴奏 : 松竹管絃樂團
- 洋楽 : 直川哲也
- 和楽 : 杵屋正一郎

- 現像 : 富田重太郎
- 焼付 : 坪内鉚輔
- 字幕 : 望月淳

- 製作 : 松竹京都撮影所
- 上映時間（巻数 / メートル） : 不明（7巻[12] / 不明） / 現存版 63分（NFC所蔵[13]）
- フォーマット : 白黒映画 - スタンダードサイズ（1.37:1） - モノラル録音（発声版トーキー・土橋式松竹フォーン）
- 検閲認証番号 : A1937-J
- 映倫番号 : S-29
- 公開日 :  日本 1935年7月14日
- 配給 :  松竹キネマ
- 初回興行 : 浅草公園六区・帝国館

### キャスト
- 林長二郎 - 大岡越前守
- 坂東好太郎 - かごや権三
- 高田浩吉 - かごや助十
- 坂東橘之助 - かごや助八
- 林敏夫 - 彦兵衛伜 彦三郎
- 飯塚敏子 - 権三女房 おかん
- 井上久栄 - 越前守奥方
- 花岡菊子 - お春
- 志賀靖郎 - 大家 六兵衛
- 新妻四郎 - 長屋の浪人
- 坪井哲 - 岡っ引
- 高松錦之助 - 米屋 市郎兵衛
- 沢井三郎 - 黒川勘十郎
- 広田昴 - 八卦見了雲堂
- 井上晴夫 - 小間物屋 彦兵衛
- 永井柳太郎 - 風呂屋の客
- 山路義人 - 石子伴作
- 日下部龍馬 - 与力
- 竹内容一 - 長屋の住人 晋化僧
- 石原須磨夫 - 長屋の住人 定斎屋
- 石川冷 - 長屋の住人 大工
- 中川信一郎 - 願人坊主雲哲
- 百崎志磨夫 - 屋主八左衛門
- 征木欣之助 - 屋主市兵衛
- 青木弘光 - 奉行所書記
- 中川芳江 - 米屋の隠居 おます
- 葵令子 - 米屋女中お元

## 1936年の映画
『権三助十 捕物大騒動』（ごんざすけじゅう とりものおおそうどう）は、1936年（昭和11年）製作・公開、山口哲平監督による日本の劇映画、サイレント映画である。2013年（平成25年）1月現在、東京国立近代美術館フィルムセンターも、マツダ映画社も、本作の上映用プリントを所蔵しておらず、現存していないとみなされるフィルムである。

### スタッフ・作品データ
- 監督 : 山口哲平
- 原作・脚色 : 板間清彦
- 撮影 : 松本喜太郎

- 製作 : 極東映画
- 上映時間（巻数 / メートル） : 不明
- フォーマット : 白黒映画 - スタンダードサイズ（1.37:1） - サイレント映画
- 公開日 :  日本 1936年
- 配給 :  極東映画
- 初回興行 : 不明

### キャスト
- 若月輝夫 - 権三
- 住ノ江田鶴子
- 美島春枝
- 菊池双三郎
- 中山介二郎
- 小川重四郎 - 助十
- 大海原一誠
- 小島陽三

## 1938年の映画 1
『権三助十 鶴一番大当り』（ごんざすけじゅう つるのいちばんおおあたり）は、1938年（昭和13年）製作・公開、山口哲平監督による日本の劇映画、サイレント映画（解説版）である。2013年（平成25年）1月現在、東京国立近代美術館フィルムセンターも、マツダ映画社も、本作の上映用プリントを所蔵しておらず、現存していないとみなされるフィルムである。

### スタッフ・作品データ
- 監督 : 山口哲平
- 原作・脚色 : 多々羅三平
- 撮影 : 角野茂彦

- 製作 : 極東キネマ古市撮影所
- 上映時間（巻数 / メートル） : 不明（4巻 / 不明）
- フォーマット : 白黒映画 - スタンダードサイズ（1.37:1） - サイレント映画（解説版、モノラル録音）
- 公開日 :  日本 1938年2月11日
- 配給 :  極東キネマ
- 初回興行 : 大阪・芦辺劇場

### キャスト
- 綾小路絃三郎 - 権三
- 月澄江 - 女賊 お千代
- 伊勢原浩太郎 - 助十
- 片岡左衛門
- 妙蓮子
- 小川重四郎
- 川田浩三
- 八十川二郎
- 大御堂直次郎

## 1938年の映画 2
『権三助十 天狗退治』（ごんざすけじゅう てんぐたいじ）は、1938年（昭和13年）製作・公開、山口哲平監督による日本の劇映画、サイレント映画（解説版）である。東京国立近代美術館フィルムセンターは、「22分尺」の35mmフィルム本作の上映用プリントを所蔵している。

### スタッフ・作品データ
- 監督 : 山口哲平
- 原作・脚色 : 多々羅三平
- 撮影 : 鵜川利幸

- 製作 : 極東キネマ古市撮影所
- 上映時間（巻数 / メートル） : 不明（4巻 / 不明）
- フォーマット : 白黒映画 - スタンダードサイズ（1.37:1） - サイレント映画（解説版、モノラル録音）
- 公開日 :  日本 1938年7月14日
- 配給 :  極東キネマ
- 初回興行 : 浅草公園六区・遊楽館

### キャスト
- 綾小路絃三郎 - 権三
- 伊勢原浩太郎（伊勢原浩郎[18]、伊勢浩太郎[19]） - 助十
- 小浜美代子
- 片岡左衛門
- 月澄江
- 大海原一誠

## 1939年の映画
『初笑ひかごや判官』（はつわらい かごやはんがん）は、1938年（昭和13年）製作・公開、橋本松男監督による日本の劇映画、サイレント映画（解説版）である。2013年（平成25年）1月現在、東京国立近代美術館フィルムセンターも、マツダ映画社も、本作の上映用プリントを所蔵しておらず、現存していないとみなされるフィルムである。

### スタッフ・作品データ
- 監督 : 橋本松男
- 原作・脚色 : 那知朱太郎
- 撮影 : 奥田陽三

- 製作 : 全勝キネマ
- 上映時間（巻数 / メートル） : 不明（4巻 / 不明）
- フォーマット : 白黒映画 - スタンダードサイズ（1.37:1） - サイレント映画（解説版、モノラル録音）
- 公開日 :  日本 1939年12月31日
- 配給 :  全勝キネマ
- 初回興行 : 浅草公園六区・遊楽館

### キャスト
- 辰巳好太郎
- 林喜美枝
- 有島鏡子

## 1940年の映画
『権三と助十』（ごんざとすけじゅう）は、1940年（昭和15年）製作・公開、古野栄作・堀内真那夫の共同監督による日本の劇映画、トーキーである。権三と助十を演じるのは、5年前の『かごや判官』（1935年）に引き続き、坂東好太郎、高田浩吉である。2013年（平成25年）1月現在、東京国立近代美術館フィルムセンターも、マツダ映画社も、本作の上映用プリントを所蔵しておらず、現存していないとみなされるフィルムである。

### スタッフ・作品データ
- 演出 : 古野栄作、堀内真那夫
- 脚本 : 御手洗一夫
- 撮影 : 横光信雄
- 照明 : 佐々木政一
- 音楽 : 高橋虎之助
- 設計 : 渡辺昭
- 録音 : 迫田六行
- 現像 : 坪内鉚輔
- 演出補助 : 小田暢
- 撮影補助 : 長谷川九一郎
- 製作事務 : 森伸三郎

- 製作 : 松竹下加茂撮影所
- 上映時間（巻数 / メートル） : 不明（8巻 / 不明）
- フォーマット : 白黒映画 - スタンダードサイズ（1.37:1） - 24fps - モノラル録音
- 公開日 :  日本 1940年11月16日
- 配給 :  松竹キネマ
- 初回興行 : 新宿・国際劇場

### キャスト
- 坂東好太郎 - 権三
- 高田浩吉 - 助十
- 海江田譲二 - 大岡越前守
- 志賀靖郎 - 駕籠屋勘兵衛
- 新妻四郎 - 浪人阿波十四郎
- 玉島愛造 - 小間物屋彦兵衛
- 北岡勲 - 息子彦三郎
- 石原須磨男 - 駕かき佐助
- 乃木年雄 - 同心石上
- 嵐菊麿 - 同心川田
- 大川六郎 - 近所の老人
- 柳さく子 - 米屋の隠居お兼
- 宮紀久子 - そばやの娘お鶴

## 1956年の映画
『権三と助十 かごや太平記』（ごんざとすけじゅう かごやたいへいき）は、1956年（昭和31年）製作・公開、斎藤寅次郎の監督による日本の劇映画、トーキーである。2013年（平成25年）1月現在、東京国立近代美術館フィルムセンターも、マツダ映画社も、本作の上映用プリントを所蔵しておらず、戦後の作品ながら、現存していないとみなされるフィルムである。

### スタッフ・作品データ
- 企画 : 福島通人
- 監督 : 斎藤寅次郎
- 脚本 : 中田竜雄
- 音楽 : 宅孝二
- 撮影 : 福島宏
- 照明 : 城田昌貞
- 美術 : 中島敏夫
- 録音 : 小松忠之
- 編集 : 長沢嘉樹
- スチル写真 : 田中牧夫
- 監督補佐 : 加島昭
- 進行主任 : 今関一雄

- 製作 : 東映東京撮影所
- 上映時間（巻数 / メートル） : 59分（6巻 / 1,612メートル）
- フォーマット : 白黒映画 - スタンダードサイズ（1.37:1） - 24fps - モノラル録音
- 映倫番号 :  2203
- 公開日 :  日本 1956年6月21日
- 配給 :  東映
- 初回興行 : 新宿・国際劇場

### キャスト
- 堺駿二 - 権三
- 益田キートン - 助十
- 星美智子 - お梅
- 東宮秀樹 - 赤木勝馬
- 藤井貢 - 蝮の伝造
- 明石潮 - 彦兵衛
- 高橋収子 - お清
- 初音礼子 - お富
- 千石規子 - お里
- 小島洋々 - 嘉右衛門
- 川田晴久 - 飴屋の文吉
- 星十郎 - 紋次
- 河童六十四 - 留七
- 曾根秀介 - 幸兵衛
- 高原秀麿 - 喜兵衛
- 大東良 - 屋台のおやじ
- 吉田いさみ - 女中お花
- 小塚十紀雄 - 刀屋の主人
- 花菱アチャコ - 大岡越前守
- 香叡子 - 嘉兵衛の妻
- 小杉義隆 - 番頭
- 長谷川晴雄 - 駕篭屋A
- 宮春児 - 駕篭屋B
- 初音礼子 - 偽花嫁の女